# Bulbophyllum dendrobioides
Bulbophyllum dendrobioides är en orkidéart som beskrevs av Johannes Jacobus Smith. Bulbophyllum dendrobioides ingår i släktet Bulbophyllum och familjen orkidéer. Inga underarter finns listade i Catalogue of Life.